# Чольчоль
Чольчоль (исп. Cholchol) — посёлок в Чили. Административный центр одноимённой коммуны. Население — 3355 человек (2002). Посёлок и коммуна входит в состав провинции Каутин и области Араукания.
Территория коммуны — 427,87 км². Численность населения — 106 63 жителя (2007). Плотность населения — 24,92 чел./км².

## Расположение
Посёлок расположен в 28 км на северо-запад от административного центра области города Темуко.
Коммуна граничит:
- на севере — с коммуной Лумако
- на северо-востоке — с коммуной Гальварино
- на востоке — с коммуной Темуко
- на юге — с коммуной Нуэва-Империаль
- на западе — с коммунами Нуэва-Империаль, Карауэ

## Демография
Согласно сведениям, собранным в ходе переписи Национальным институтом статистики, население коммуны составляет 10 663 человека, из которых 5391 мужчина и 5272 женщины.
Население коммуны составляет 1,14 % от общей численности населения области Араукания. 53,33 % относится к сельскому населению и 46,67 % — городское население.